# Reinhold Hermann Kaemp

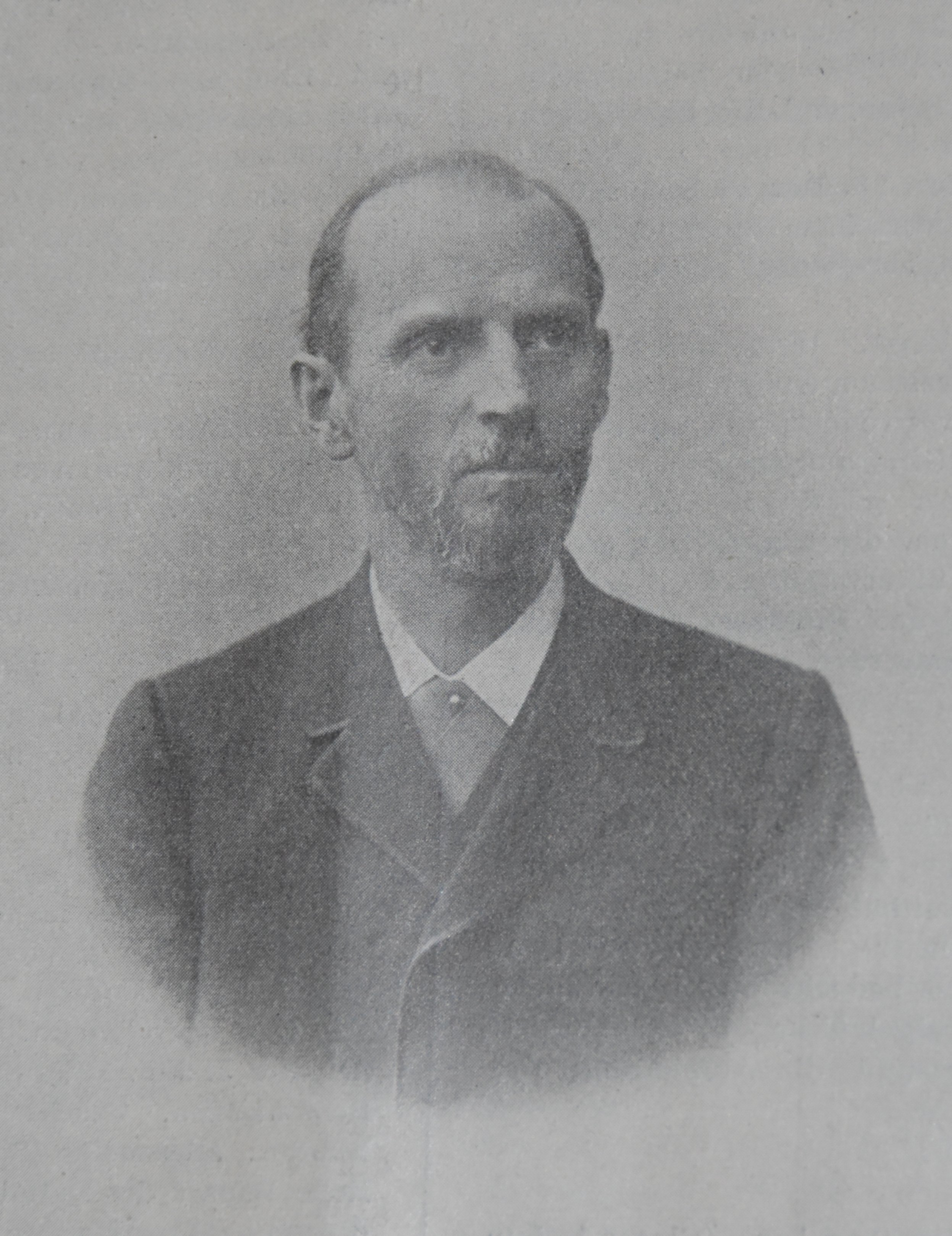
Reinhold Hermann Kaemp

Reinhold Hermann Kaemp (* 15. April 1837 in Breslau; † 31. Dezember 1899 in Hamburg) war ein deutscher Ingenieur und Unternehmer.

## Leben
Reinhold Hermann Kaemp war der Sohn eines Realgymnasiums-Direktors. Im Alter von 18 Jahren absolvierte er sein Abitur und war danach bei der Breslauer Maschinenfabrik Reinke praktisch tätig. In den Jahren 1857 bis 1860 studierte er in Hannover und Karlsruhe. Nach dem Studium war er zunächst für ein Jahr in Braunschweig tätig, danach bei der Berlin-Hamburger Eisenbahn-Gesellschaft in Hamburg. Im Dezember 1865 gründete er mit seinem ehemaligen Studienkollegen August Christian Nagel die Firma Nagel & Kaemp, die unter anderem im Bereich von Turbinen, Getreidemühlen und Zementfabriken tätig wurde. Insbesondere im Bereich der Zementfabrikation erarbeitete sich Kaemp eine umfassende Expertise. Zunächst ließ man die eigenen Konstruktionen in fremden Fabriken anfertigen, bis man 1874 mit der Errichtung einer eigenen Fabrik begann, die im Laufe der Jahre mehrmals erweitert wurde. Als zum Jahresbeginn die Maschinenfabrik in die Eisenwerk (vormals Nagel & Kaemp) A.-G. umgewandelt wurde, übernahm Kaemp den Vorsitz des Aufsichtsrates.
Reinhold Hermann Kaemp gehörte seit 1869 dem Verein Deutscher Ingenieure (VDI) mit der Mitgliedsnummer 1299 an. Daneben war er über 34 Jahre lang Mitglied des Hamburger Architekten- und Ingenieur-Vereins, dem er mehrere Jahre auch vorsaß. Er war berufenes Mitglied der Hamburger Beleuchtungsdeputation und gehörte diversen technischen Kommissionen als Sachverständiger oder als Mitglied an.
1904 wurde der Kaempsweg im Hamburger Stadtteil Winterhude nach ihm benannt.